# 黎和兴
黎和兴（1880年—1965年），广东东莞人，中华人民共和国政治人物。
幼年辗转到稍潭渡担任厨师，后经朋友介绍进入澳大利亚求职饮食业，经营南京酒楼、联新酒楼。期间联合增城华侨成立“东增公义堂同乡会”，被选为同乡会主席。帮助华侨生活，并资助十九路军、八路军抗日；并支持家乡建设。1954年，当选第一届全国人民代表大会代表。1965年，黎和兴病逝于悉尼，享年85岁。